# Giuseppe Gentile
Giuseppe Gentile (Rome, 4 september 1943) is een voormalige Italiaanse atleet, die gespecialiseerd was in het hink-stap-springen. Hij had het wereldrecord in handen en werd meervoudig Italiaans kampioen in deze discipline. Ook nam hij tweemaal deel aan de Olympische Spelen en won hierbij in totaal één medaille.

## Biografie
In 1963 won hij een zilveren medaille op de Middellandse Zeespelen, een prestatie die hij in 1967 op datzelfde atletiekevenement wist te evenaren. Bij de Universiade in 1967 werd hij derde.
Op de Olympische Spelen van 1968 in Mexico-Stad nam hij deel aan het onderdeel hink-stap-springen. Hij wist zich te plaatsen voor de finale door met 17,10 m een wereldrecord te springen in de kwalificatieronde. In de finale verbeterde hij nog tweemaal het wereldrecord, namelijk 17,22 en 17,23. Desondanks moest hij genoegen nemen met het brons. Twee atleten sprongen verder, dat waren de Sovjet-Rus Viktor Saneyev (goud; 17,39) en Nelson Prudêncio (zilver; 17,27). Vier jaar later bij de Olympische Spelen van München wist hij zich niet te plaatsen voor de finale.
Hij is ook een sterk verspringer, getuige zijn nationale titel die hij op dit onderdeel behaalde in 1968. Hij is opgenomen in de FIDAL Hall of Fame.
In zijn actieve tijd was hij aangesloten bij Gruppo Sportivo Fiamme Oro.
Na zijn sportieve loopbaan werd hij acteur. Hij speelde onder meer in de film Medea (1969).

## Titels
- Italiaans kampioen hink-stap-springen - 1965, 1966, 1968, 1970, 1971
- Italiaans kampioen verspringen - 1968

## Wereldrecords
| Afstand (m) | Datum           | Plaats      |
| ----------- | --------------- | ----------- |
| 17,10       | 16 oktober 1968 | Mexico-Stad |
| 17,22       | 17 oktober 1968 | Mexico-Stad |

## Persoonlijke records
| Onderdeel          | Prestatie       | Datum            | Plaats      |
| ------------------ | --------------- | ---------------- | ----------- |
| hink-stap-springen | 17,22 m (ex-WR) | 17 oktober 1968  | Mexico-Stad |
| verspringen        | 7,91            | 17 augustus 1968 | Chorzów     |

## Palmares

### hink-stap-springen
- 1963:  Middellandse Zeespelen - 15,50 m
- 1966: 4e EK indoor - 16,25 m
- 1967:  Middellandse Zeespelen - 16,04 m
- 1967:  Universiade - 15,84 m
- 1968: 5e EK indoor - 16,03 m
- 1968:  OS - 17,22 m
- 1969: 7e EK - 16,03 m
- 1970: 7e EK indoor - 16,12 m
- 1972: 16e in kwal. OS - 16,04 m

- World Athletics: 14356828
- International Standard Name Identifier: 0000 0003 8381 9179
- Library of Congress Control Number: no2012140836
- Nationale Bibliotheek van Tsjechië: xx0172889
- Système universitaire de documentation: 199503222
- Virtual International Authority File: 271739535
- WorldCat: E39PBJwdjdjMTYrgMvbMGVWRrq